# آن دانلی
آن دانلی (انگلیسی: Ann Donnelly؛ زادهٔ ۱۹۵۹ (۶۵–۶۶ سال)) یک وکیل، و قاضی اهل ایالات متحده آمریکا است. او از قضات فدرال این کشور است و توسط باراک اوباما منصوب شده است.